# Stadionul Victoria-Cetate
Das Victoria-Cetate Stadion (rumänisch „Stadionul Victoria-Cetate“) ist ein Fußballstadion in der rumänischen Stadt Alba Iulia, Siebenbürgen, und dient dem örtlichen Fußballverein Unirea Alba Iulia als Heimstätte.
Die Spielstätte hat eine Kapazität von 18.000 Plätze. 7.000 Plätze sind mit Sitzen ausgestattet, der Rest besteht aus Bänken. 1982 wurde die Anlage eröffnet. Es ist im Besitz der Stadt Alba Iulia, die das Stadion finanziert hat. Im Victoria-Cetate Stadion ist ein kleines Hotel untergebracht.

## Galerie

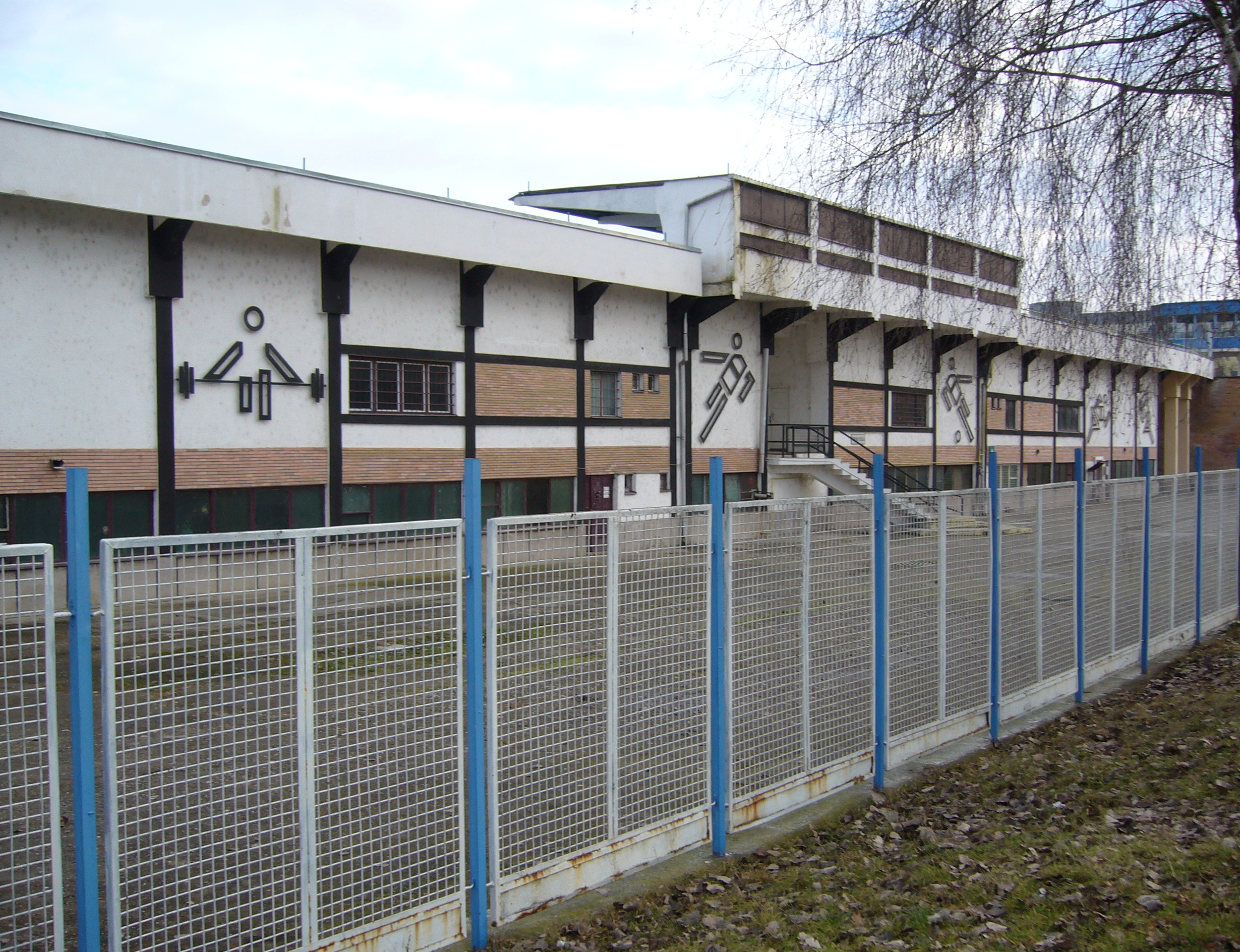
Eingangsbereich des Stadions (Dezember 2008)
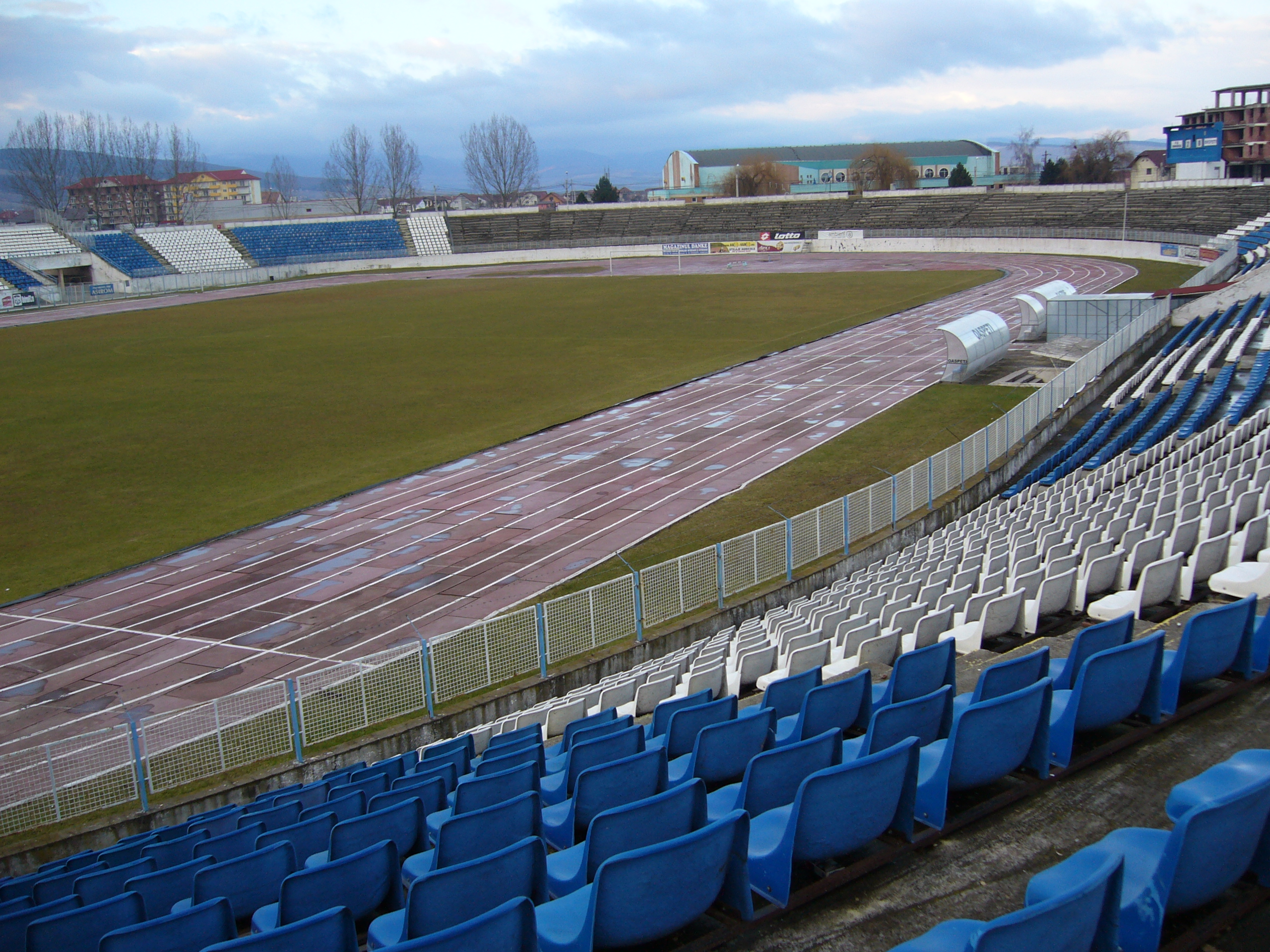
Blick in das Stadion (Dezember 2008)